# Johann Adam Tresenreuter

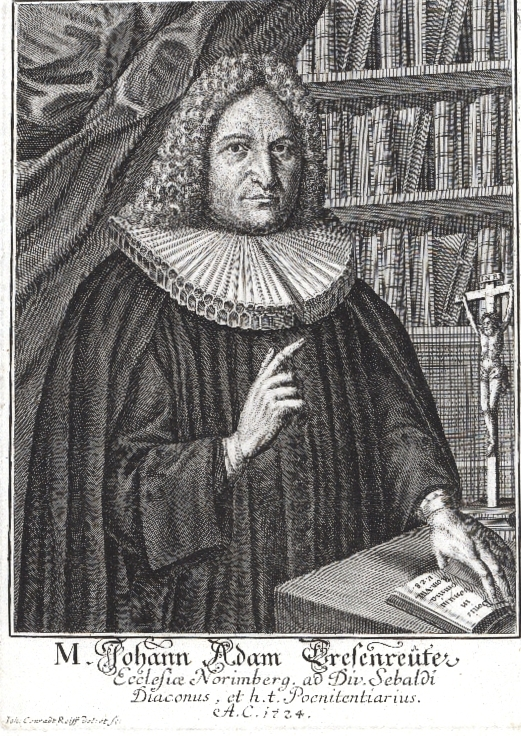
Johann Adam Tresenreuter

Johann Adam Tresenreuter (* 3. November 1676 in Neustadt am Kulm; † 1754 in Nürnberg) war ein deutscher evangelisch-lutherischer Theologe.

## Leben
Sein Vater war der Neustädter Kantor Johann Tresenreuter. Er besuchte die Gymnasien zu Hof im Vogtland und Gera. Anschließend hielt er sich in Leimberg und ab 1701 in Altdorf auf. Zum Pastor von Etzelwang und Kirchenreinbach wurde er im Oktober 1708 ernannt. Ab dem Jahr 1717 lebte er dauerhaft in Nürnberg. Dort war er in St. Sebald als Diaconus tätig. Im Jahre 1739 wurde er zum Obersten Diakon befördert. Seine Frau Margaretha Magdalena, Tochter des Handelsmanns Daniel Kurz aus Ulm, heiratete er im Jahr 1708. Gemeinsam hatten sie 9 Kinder. Sein Sohn Johann Ulrich Tresenreuter war ebenfalls evangelischer Theologe sowie Pädagoge, Philologe und Philosoph.
Tresenreuter war Zeitgenosse des evangelischen Theologen Christoph Sonntag und des in Ungarn geborenen deutschen Universalgelehrten Daniel Wilhelm Moller. Mit beiden arbeitete und publizierte er in Altdorf bei Nürnberg zusammen.

## Schriften (Auswahl)
- De Supereminentia Magistratus Christiani: ex Dicto Rom. XIII, 1–4 (zusammen mit Christoph Sonntag). Altdorf 1702; OCLC: 753190926
- Disp. inaug. de mempsimoeria (zusammen mit Daniel Wilhelm Moller). Altdorf 1702; OCLC: 165104276